# Egyháztan
Az egyháztan (latin eredetű szóval: ekkleziológia vagy ekkléziológia) a keresztény teológiában az egyház tanulmányozásának tudománya, amely kiterjed az egyház, mint közösség és szerveződés megértésére, az üdvözülésben játszott szerepe, eredete, a történelmi Krisztushoz való viszonya, hivatása (eszkatológia) és vezetése tanulmányozására.
Neve a görög ἐκκλησία (ekklészía) szóból származik, amely eredetileg gyülekezetet, találkozót jelentett. A szó a latinba ecclesia alakban ment át egyház jelentésben, ebből származik a magyar eklézsia szó.